# Guadalupe López
Guadalupe López (12 de janeiro de 1987) é uma jogadora de rugby sevens colombiana.

## Carreira
Guadalupe López integrou o elenco da Seleção Colombiana Feminina de Rugbi de Sevens, na Rio 2016, que foi 12º colocada.